# Canthon puncticollis
Canthon puncticollis là một loài bọ cánh cứng trong họ Bọ hung (Scarabaeidae).